# Palacio Gresham

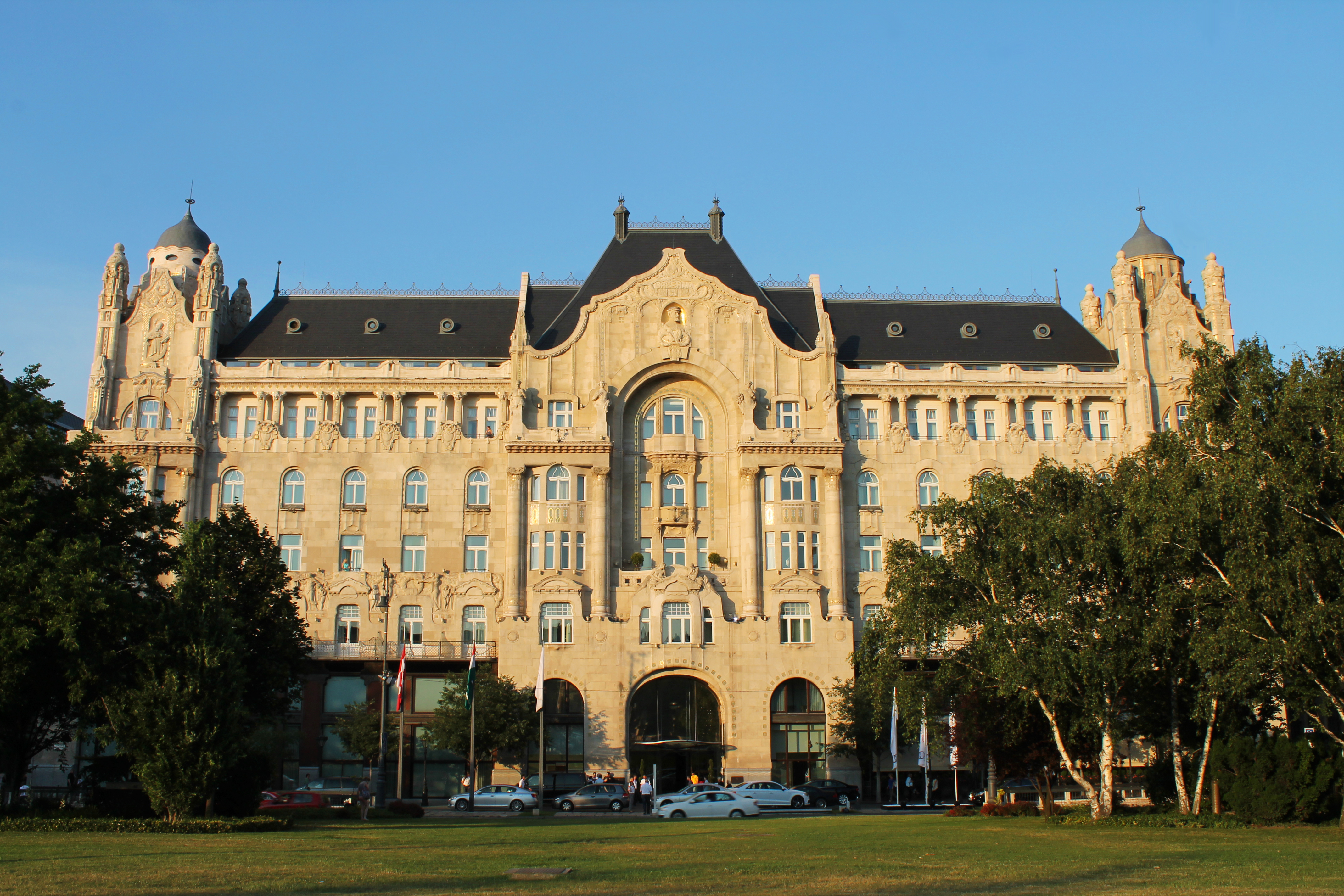
Four Seasons Hotel Budapest Gresham Palace.

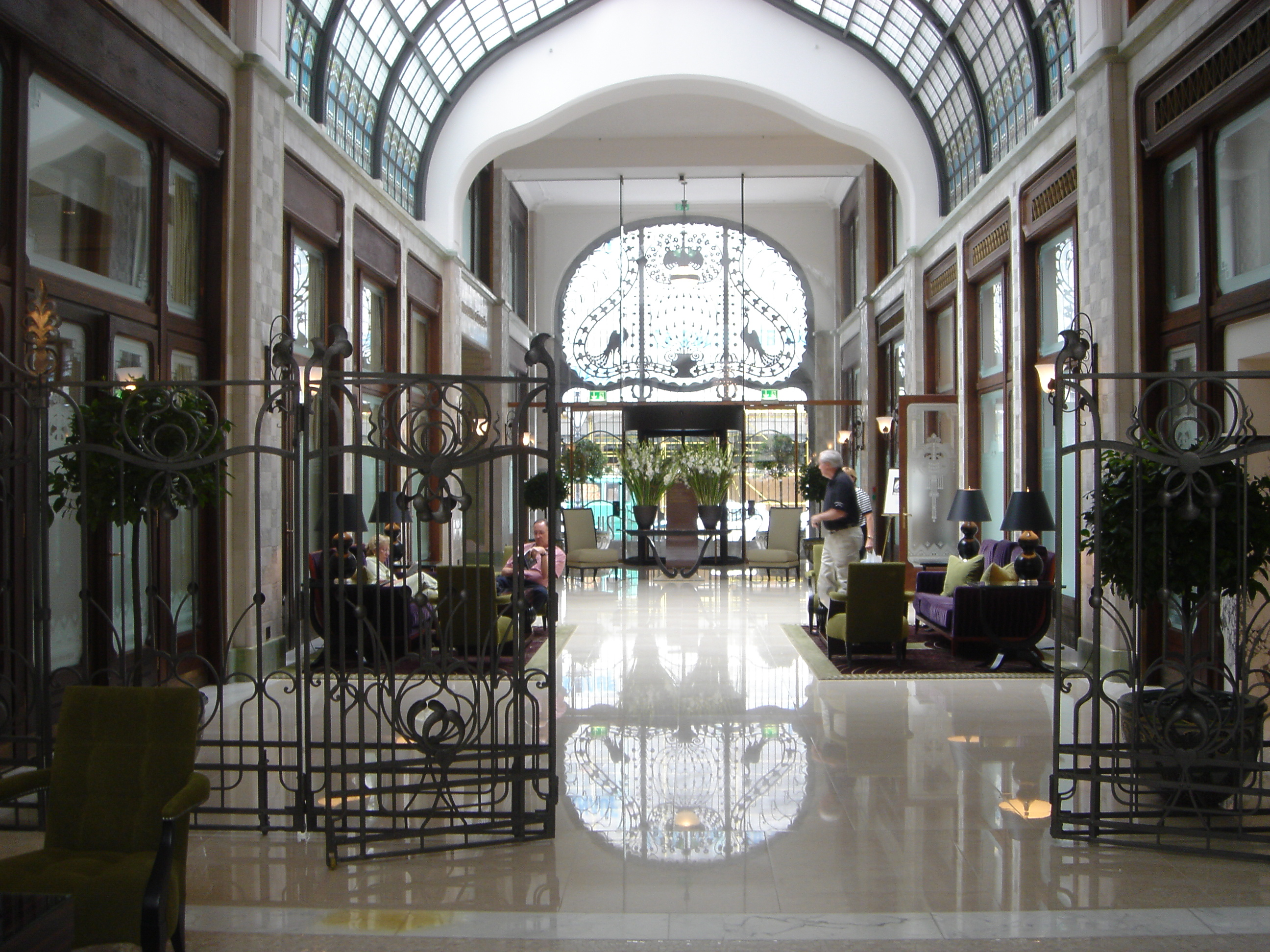
Interior del Gresham Palace.

El Palacio Gresham (en húngaro: 'Gresham-palota') es un edificio de estilo art nouveau situado en Budapest, Hungría. Completado en 1906 como un edificio de oficinas y apartamentos, actualmente contiene el Four Seasons Hotel Budapest Gresham Palace, un hotel de lujo administrado por Four Seasons Hotels. Está situado junto al Río Danubio, frente a la Plaza Széchenyi y el Puente de las Cadenas.

## Historia
La parcela estaba ocupada antiguamente por Nákó House, un palacio neoclásico construido en 1827. En 1880, la empresa londinense Gresham Life Assurance Company compró el edificio, en un momento en el que los alquileres eran una sabia inversión. La empresa decidió posteriormente construir su sede extranjera en la parcela, en un edificio más grandioso. Encargaron a los arquitectos locales Zsigmond Quittner y Jozsef Vago diseñar el nuevo edificio, y en 1904 comenzó la construcción del Gresham Palace, que se completó en 1906 y abrió en 1907. Se llamó así en honor al financiero inglés del siglo XVI Thomas Gresham, fundador de la Royal Exchange en Londres.
Originalmente, el palacio contenía oficinas y las residencias de los directivos de la empresa Gresham. Durante la ocupación tras la Segunda Guerra Mundial, el Ejército Rojo usó el edificio como cuartel. Con el tiempo, se deterioró y durante la República Popular de Hungría se usó como edificio de apartamentos. En 1990, tras el fin del régimen comunista, el gobierno nacional regaló el edificio a la ciudad de Budapest.
En 1991 Oberoi Hotels firmó un acuerdo para administrar un hotel en el edificio, pero abandonó en 1995 por conflictos legales con los residentes del edificio. En 1998, Gresco Investments Ltd adquirió el edificio y recibió el permiso de la Junta de Patrimonio de Budapest para reconstruirlo como un hotel de lujo conservando su arquitectura Art Nouveau original. Gresco recaudó $85 millones para las obras y en 1999 Four Seasons aceptó supervisar la reconstrucción y administrar la nueva propiedad.
En 2001, la empresa de inversión irlandesa Quinland Private compró el edificio. Lo reconstruyeron como un hotel de lujo, restaurando detalles originales como una gran escalera, vitrales, mosaicos, herrería, y jardines de invierno. El hotel reabrió en junio de 2004. En noviembre de 2011, el hotel fue comprado por el Fondo Estatal de Reserva de Omán, aunque Four Seasons continúa gestionándolo. Actualmente tiene 179 habitaciones, incluidas 17 suites.